# 江心乡
江心乡，是中华人民共和国安徽省马鞍山市当涂县下辖的一个乡镇级行政单位。

## 行政区划
江心乡下辖以下地区：
彭太村、金马村、吉余村、黄洲村、普集村、尚锦村、新锦村、宫锦村、三联村和联合村。